# محمد عبد الناصر
محمد عبد الناصر العباسي، لاعب كرة قدم قطري من أصول سورية.

## مسيرة اللاعب
لعب في النادي الأهلي ونادي الوكرة ونادي المرخية.